# 半透明膜首鱈
半透明膜首鱈，為輻鰭魚綱鱈形目鼠尾鱈科的其中一種，分布於東太平洋Salay Gomez海脊海域，屬深海底棲性魚類，深度550-800公尺，體長可達16.5公分，棲息在底層水域，生活習性不明。

## 扩展阅读
維基物種上的相關：半透明膜首鱈